# Перейра Диас, Хорхе
Хорхе Роландо Перейра Диас (исп. Jorge Rolando Pereyra Díaz; род. 5 августа 1990, Ла-Риоха) — аргентинский футболист, нападающий. Ныне выступает за индийский клуб «Мумбаи Сити».

## Биография
Хорхе Перейра Диас начинал карьеру футболиста в клубе «Феррокарриль Оэсте», выступавшем в Примере B Насьональ. 22 февраля 2009 он дебютировал в лиге, выйдя на замену в самом конце гостевого матча против «Платенсе».
В марте 2013 года Диас перешёл в «Ланус». 14 апреля того же года он дебютировал в аргентинской Примере, выйдя на замену в концовке домашней игры с командой «Олл Бойз». Спустя полгода Диас забил свой первый гол на высшем уровне, открыв счёт уже на 4-й минуте домашнего поединка против «Сан-Лоренсо».
В конце апреля 2014 года аргентинец стал футболистом малайзийского «Джохора». В Малайзии он забивал регулярно, в том числе сделав несколько хет-триков. Во второй половине 2015 Диас на правах аренды выступал за аргентинский «Индепендьенте», а в 2017 году — за мексиканский «Леон». Во второй половине 2018 года нападающий вновь представлял «Ланус».

## Достижения
«Ланус»
- Обладатель Южноамериканского кубка (1): 2013

 «Джохор»
- Чемпион Малайзии (2): 2014, 2016
- Обладатель Суперкубка Малайзии (3): 2015, 2016, 2018
- Обладатель Кубка Малайзии (3): 2016